# Mycetinis kallioneus
Mycetinis kallioneus är en svampart som tillhör divisionen basidiesvampar, och som först beskrevs av Seppo Huhtinen, och fick sitt nu gällande namn av Vladimír Antonín och Machiel Evert ("Chiel") Noordeloos. Mycetinis kallioneus ingår i släktet Mycetinis, och familjen Omphalotaceae. Arten har ej påträffats i Sverige.